# Kẻ hủy diệt (nhân vật)
Kẻ hủy diệt, còn được gọi là  Cyberdyne Systems Model 101 hoặc T-800, là tên của một số nhân vật trong bộ phim Kẻ hủy diệt được Arnold Schwarzenegger thủ vai. Bản thân Kẻ hủy diệt là một sản phẩm của một loạt các cỗ máy do Skynet tạo ra cho các nhiệm vụ ám sát dựa trên cách thức xâm nhập. T-800 được mô tả là một khung xương máy (endoskeleton), một số được bao phủ bên ngoài bởi 1 lớp mô sống để có ngoại hình giống với con người.
Đây là nhân vật duy nhất xuất hiện trong cả 2 danh sách 50 anh hùng (hạng 48, phim Kẻ hủy diệt 2: Ngày phán xét) và 50 phản diện (hạng 22, phim Kẻ hủy diệt) do AFI bình chọn năm 2003.